# Società Nazionale Officine di Savigliano

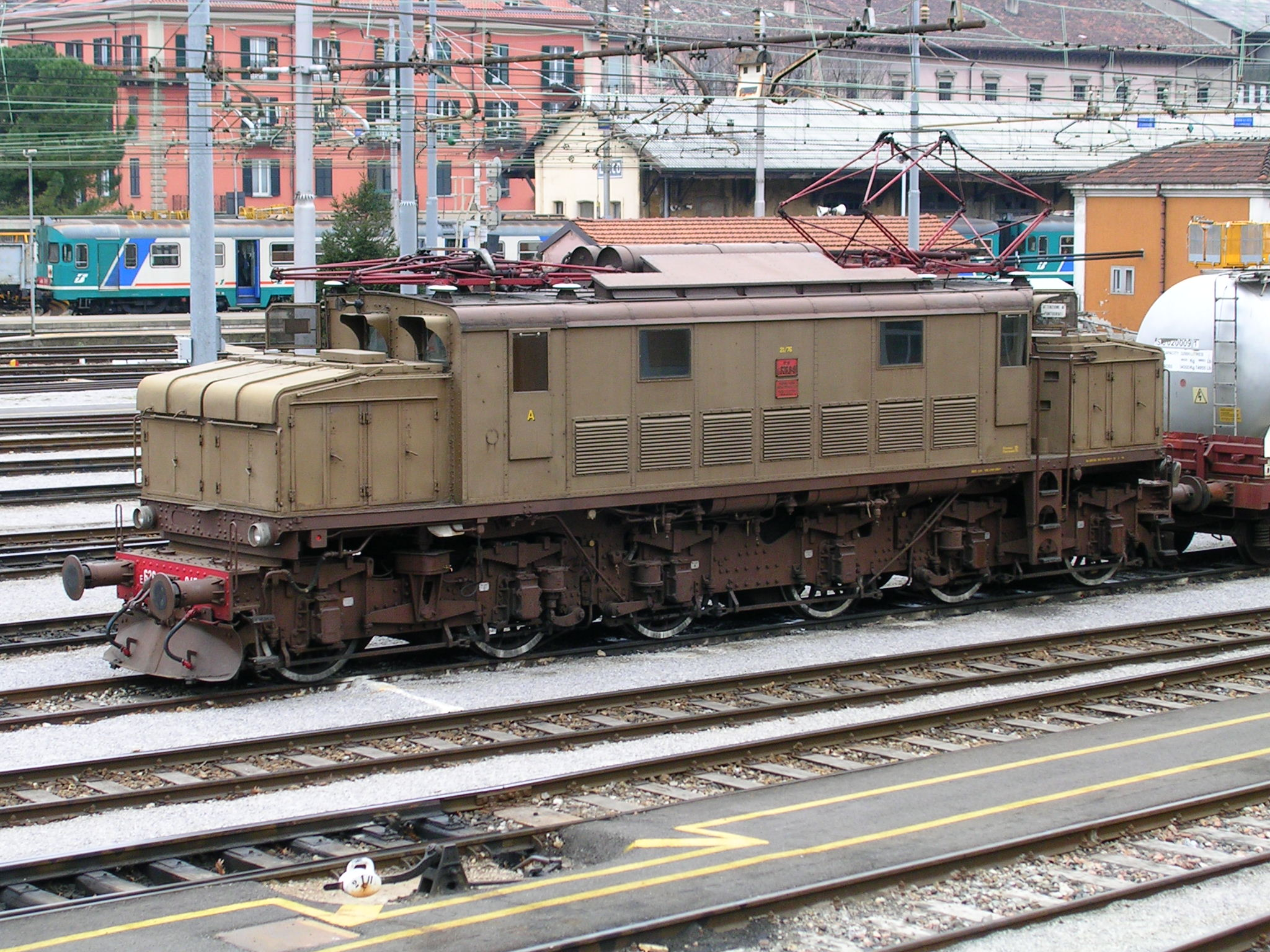
Locomotive E.626

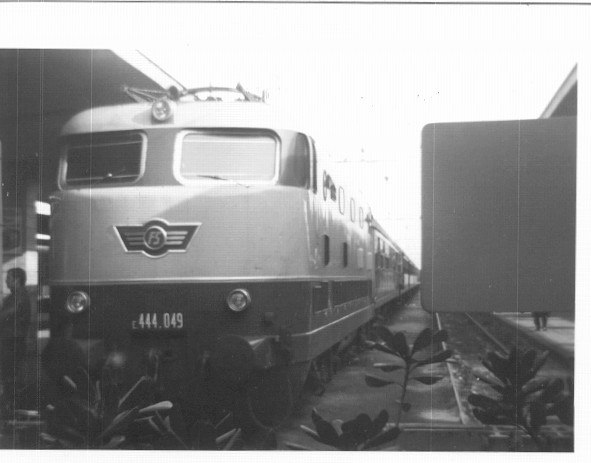
Locomotive E.444 dans sa livrée d'origine à Naples

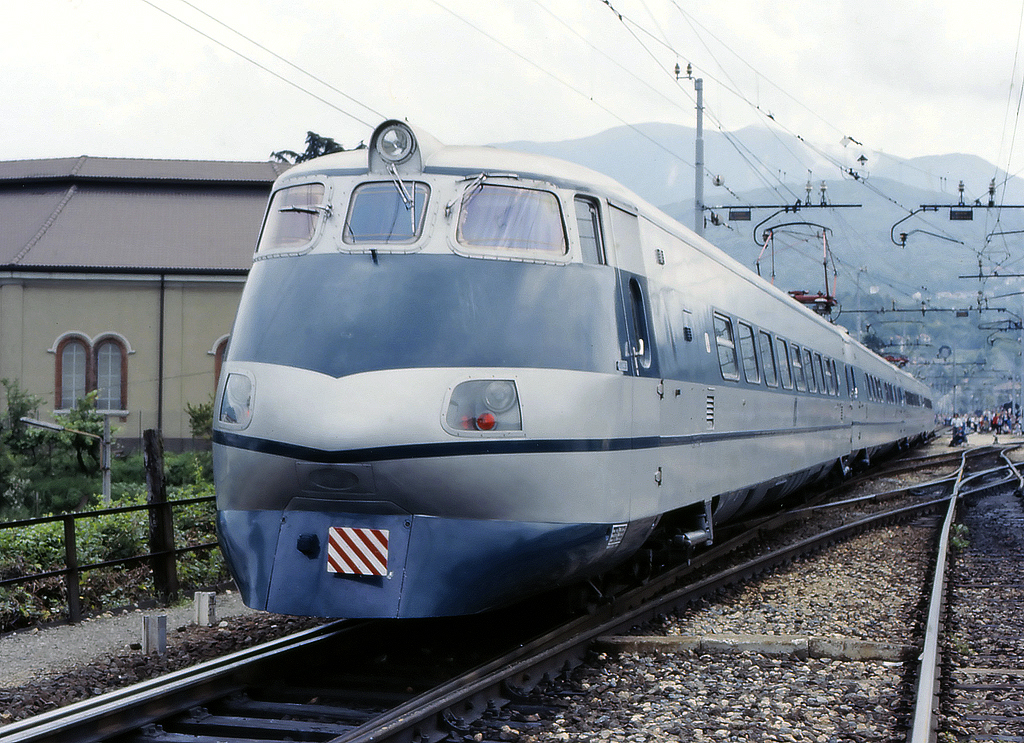
Rame ETR.401 Pendolino (livrée originale)

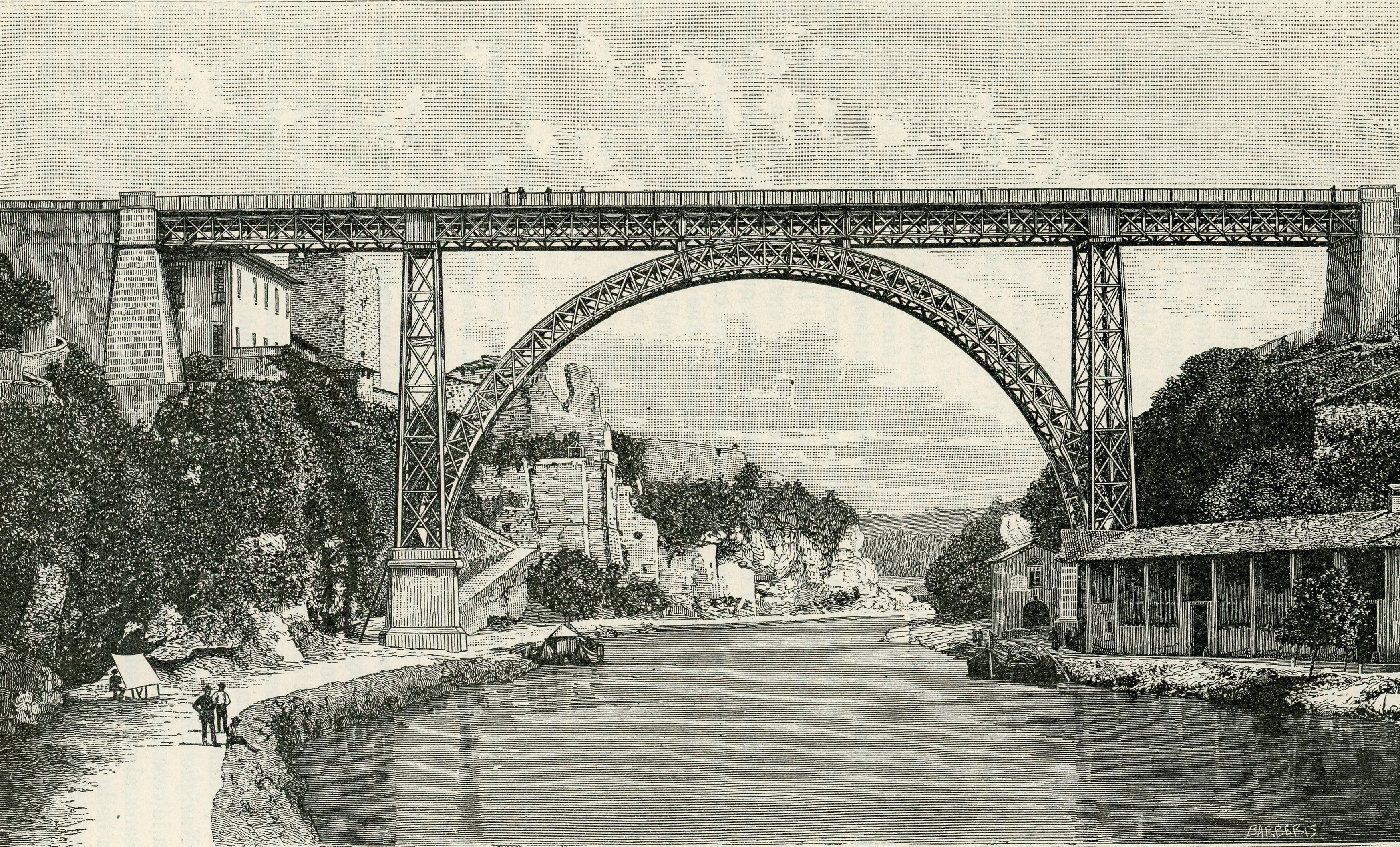
Le pont de Trezzo sur l'Adda

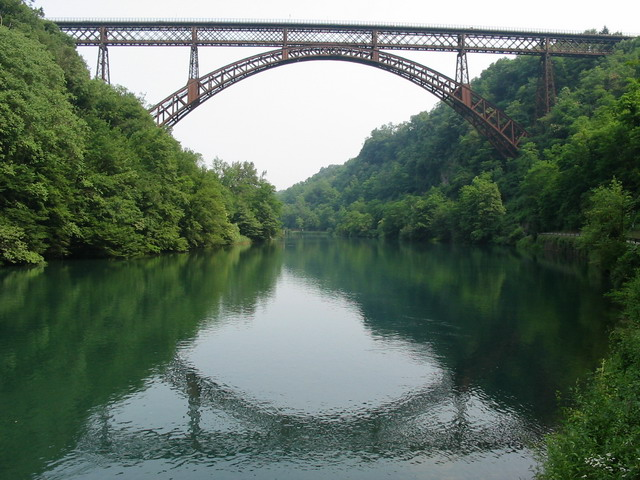
Le pont San Michele sur l'Adda, entre les provinces de Bergame
et de Lecco

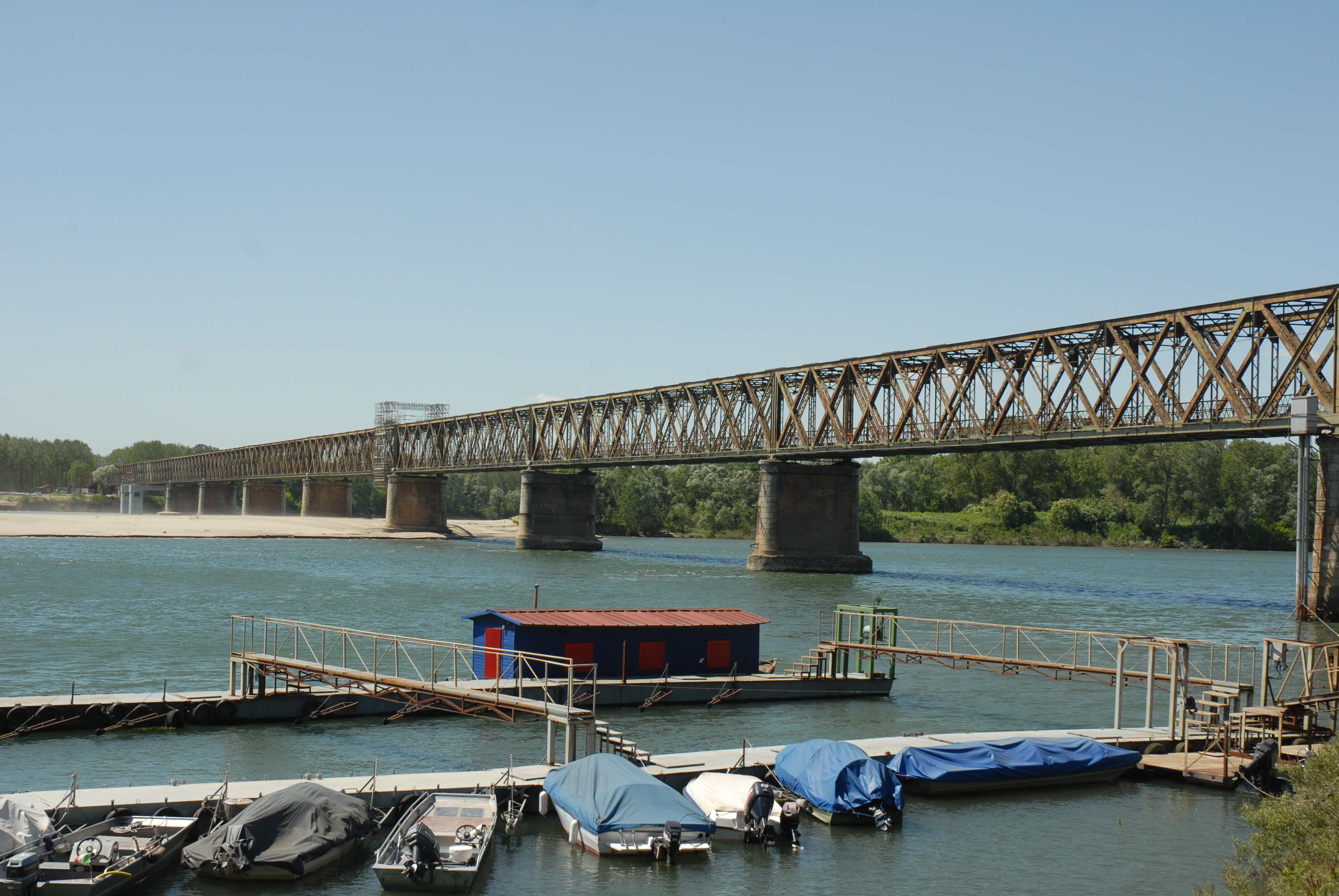
Pont de la Becca (1081 mètres)

La Società Nazionale Officine di Savigliano (SNOS), également connue sous le nom de Savigliano, était l'une des plus prestigieuses entreprises industrielles italiennes de mécanique, d'électrotechnique et de charpenterie métallique (avec des intérêts dans de nombreux autres secteurs) du XXe siècle. 
Elle a été fondée à Turin le 17 juillet 1880 avec un capital social d'un million de lires, dans le but d'entreprendre "la construction et la réparation de matériel ferroviaire, de ponts métalliques, d'auvents, de constructions mécaniques, électriques et aéronautiques ainsi que la transformation du bois en général".

## Histoire
Les origines de Savigliano sont étroitement liées à celles de l'une des premières compagnies de chemin de fer piémontaises, la Compagnie de chemin de fer Turin-Coni (Società della Ferrovia Torino-Cuneo), qui avait construit à côté de la gare de Savillan un atelier pour l'entretien et la réparation de son matériel roulant. En 1869, avec le transfert de propriété de la ligne à la Società per le Ferrovie dell'Alta Italia (SFAI), l'usine est fermée. Afin d'éviter sa disparition définitive, le conseil municipal de Savillan signa le 14 décembre 1879 un protocole d'accord avec le SFAI, s'engageant à verser une somme considérable, et loua les ateliers désaffectés de la voie ferrée Turin-Coni à une société belge de fabrication de matériel ferroviaire, afin qu'elle puisse reprendre son activité.
Le 17 juillet 1880 est fondée près de Turin, avec siège à Savillan (en italien : Savigliano), la Società Nazionale Officine di Savigliano qui connaît en peu de temps une expansion rapide avec 640 employés et une production mensuelle de plus de cinquante wagons ou voitures commandés par diverses compagnies de chemin de fer telles que la SFAI, les Ferrovie Romane et la Compagnie internationale des wagons-lits. Les élégantes voitures-lits produites pour ces derniers ont été présentés à l'exposition de Turin de 1884. En 1889, la SNOS a fusionné avec la Società Anonima Italiana Ausiliare, une société turinoise concurrente dont les usines étaient situées Corso Mortara, près de la gare de Turin Dora. Cette fusion a permis d'étendre encore la production qui, au seuil de la Première Guerre mondiale, comprenait également des machines électriques et mécaniques ainsi que des constructions métalliques telles que des ponts et des viaducs, également dans de nombreux pays étrangers. La période entre 1915 et 1918 voit Savigliano fortement impliqué dans la production de guerre avec des activités dans le secteur aéronautique naissant, les équipements de guerre, les canons et les munitions,.
La première période de l'après-guerre a vu la SNOS s'engager dans la production massive de grandes structures métalliques telles que le toit de la nouvelle gare de Milan-Centrale, des grues électromécaniques pour les principaux ports italiens et aussi des locomotives électriques tant en courant alternatif triphasé qu'en courant continu. La campagne éthiopienne l'a vu fortement impliqué à la fois dans la production à des fins de guerre et dans la construction d'infrastructures de toutes sortes ; mais c'est la Seconde Guerre mondiale qui a vu une plus grande implication également dans des secteurs tels que les transmissions radio et téléphoniques de terrain.
Comme d'autres grandes industries, Savigliano voit ses usines endommagées par la guerre, mais dès 1948, elles reprennent l'approvisionnement des Chemins de fer de l'État qui commandent la production de matériel roulant de toutes sortes.
C'est à cette période que commence l'actionnariat de Fiat, dont la présence va progressivement s'accroître jusqu'à ce qu'elle acquière le contrôle total de l'entreprise. Les années soixante se révèlent critiques pour l'entreprise qui, en 1970, parvient à la séparation des deux grandes usines de Turin et de Savillan ; cette dernière sera rachetée par le groupe Fiat pour devenir Fiat Ferroviaria Savigliano. Savigliano sera repris par un groupe de grandes entreprises électromécaniques ; General Electric sera l'actionnaire majoritaire du groupement constitué avec Ercole Marelli et Ansaldo. Dans les années 1980, Savigliano est redevenue une entreprise leader dans le secteur électromécanique en Italie et dans toute la région méditerranéenne. Après d'autres changements de mains à la fin du XXe siècle, elle est devenue Savigliano S.p.A. procédant à des désinvestissements et à des réorganisations.
Parmi les réalisations les plus prestigieuses de l'usine ferroviaire de Savillan figurent les prototypes des locomotives E.444.001-004, les premières locomotives électriques rapides des Chemins de fer italiens, livrées entre 1967 et 1968 sous la marque Savigliano et la rame à grande vitesse ETR 401, premier prototype de la future famille des trains pendulaires Pendolino, livré en 1976 sous la marque FIAT Ferroviaria Savigliano à la suite de la scission de SNOS.
Le 1er août 2000, cette prestigieuse usine a été vendue à Alstom, sanctionnant ainsi la sortie définitive de FIAT du secteur ferroviaire.

## Principales réalisations
- 1883 : pont sur le canal Villoresi - route
- 1884-1886 : Pont de Trezzo - route[8]
- 1887 : pont ferroviaire à Casalmaggiore (ligne Brescia - Parme)
- 1887-1889 : le pont San Michele[9]
- 1892 : pont sur le Pô à Crémone - route et chemin de fer
- 1916 : Pont du Ponte della Gerola (route Casei Gerola - Sannazzaro de' Burgondi)
- 1916 : Pont de Zimella
- 1917 : le biplan C.36
- 1925-28 : Pont de Ronciglione
- 1926-27 : 3 prototypes de la locomotive E.626
- 1927-39 : 438 locomotives FS E.626
- 1933 : prototype du monoplan Nuvoli ND.6.6
- 1950 : Pont de Becca 1 081 mètres.